# Octoblepharum ampullaceum
Octoblepharum ampullaceum là một loài rêu trong họ Octoblepharaceae. Loài này được Mitt. mô tả khoa học đầu tiên năm 1869.